# Триплет Льва
Триплет Льва (Группа M66) — небольшая группа галактик, располагающаяся на расстоянии около 35 миллионов световых лет от Земли в созвездии Льва. Эта группа состоит из спиральных галактик: M65 , M66 и NGC 3628.

## Галактики триплета Льва
В таблице ниже перечислены галактики, которые были последовательно идентифицированы как члены группы в каталоге ближайших галактик, каталоге Lyons Groups of Galaxies (LGG), и др.
| Наименование | Тип      | Прямое восхождение (J2000) | Склонение (J2000) | Красное смещение (км/с) | Видимая звездная величина |
| ------------ | -------- | -------------------------- | ----------------- | ----------------------- | ------------------------- |
| M65          | SAB(rs)a | 11ч 18м 56.0с              | +13° 05′ 32″      | 807 ± 3                 | 10.3                      |
| M66          | SAB(s)b  | 11ч 20м 15.0с              | +12° 59′ 30″      | 727 ± 3                 | 9.7                       |
| NGC 3628     | SAb pec  | 11ч 20м 17.0с              | +13° 35′ 23″      | 843 ± 1                 | 9.4                       |

Кроме того, некоторые из приведённых выше источников указывают, что одна или две другие близлежащие галактики могут быть членами этой группы, например NGC 3593 часто, но не всегда, идентифицируется как член триплета.

## Близлежащие группы
Группа M96 физически находится рядом с Триплетом Льва. Эти две группы могут быть на самом деле отдельные части намного большей группы, и некоторые алгоритмы идентификации групп на самом деле определяют Триплет Льва как часть группы M96.

## Галерея
- Триплет Льва при наблюдении в VLT Survey Telescope[10]
- Любительское фото триплета Льва
- Любительское фото через 80 мм рефрактор-апохромат